# Омон-Обрак
Омо́н-Обра́к (фр. Aumont-Aubrac) — коммуна во Франции, в департаменте Лозер региона Лангедок-Руссильон. На окситанском название коммуны звучит приблизительно как Авму́.
Известна со времён римского владычества, в Средневековье входила в состав баронства Пейр.
Сохранился исторический центр городка, некогда укреплённый, где находятся здания XVI—XVII вв. с арочными фасадами и резьбой по камню. Среди других достопримечательностей — церковь Сент-Этьен, бывший бенедиктинский монастырь, основанный в 1061 году. Церковь подверглась существенной перестройке в XII—XIII вв., в результате чего наряду с романскими хорами содержит готические элементы. В 1946 году в центре коммуны была установлена статуя Христа — таким образом местный кюре решил возблагодарить бога за то, что никто из жителей Омон-Обрака не погиб в ходе Второй мировой войны. Кроме того, в городке есть крохотный фонтанчик со статуей Жеводанского зверя.